# Деалу Корбулуј (Марамуреш)
Деалу Корбулуј (рум. Dealu Corbului) насеље је у Румунији у округу Марамуреш у општини Вима Мика. Oпштина се налази на надморској висини од 535 m.

## Становништво
Према подацима из 2002. године у насељу је живело 101 становника, од којих су сви румунске националности.